# Sisyrnodytes engeddensis
Sisyrnodytes engeddensis là một loài ruồi trong họ Asilidae. Sisyrnodytes engeddensis được Theodor miêu tả năm 1980. Loài này phân bố ở vùng Cổ Bắc giới và châu Á.